# 전소현 (가수)
전소현(1994년 5월 4일 ~ )은 대한민국의 싱어송라이터다.

## 방송
- K팝스타 4 - Top18(14위)

## 음반
- 호구의 사랑 OST Part 5 (2015)
- Rain (2017)